# Laurent Mourguet
Laurent Mourguet (Lyon, 3 de março de 1769 — Vienne, 30 de dezembro de 1844) foi um titeriteiro francês, criador do célebre Teatro de Guinhol.

## Biografia
Nasceu de uma família operária, e exerceu alguns trabalhos como dentista prático, tecelão, ajudante em parques de diversões, comerciante, etc.
Foi casado com Jeanne Esterle, com quem teve dez filhos.
Quando exercia o trabalho de dentista, criou a marionete Guinhol, visando assim distrair os clientes que aguardavam sua vez para serem atendidos. Inspirado no teatro italiano (Arlequim, Polichinelo e outros da commedia dell'arte).
Pouco a pouco, ele passou a dedicarse unicamente às marionetes, inventando novos personagens. Assim surgiu o Gnafron. Guinhol foi criado em torno de 1808, e transformou-se num sucesso popular, a ponto de suas apresentações serem proibidas pelo governo, temeroso com as aglomerações em torno do teatro improvisado em praça pública.
Mourget viajou com seus títeres por toda a França, e seus personagens são ali ainda hoje representados, como tradicional manifestação cultural.